# Fetthennen-Bläuling
Der Fetthennen-Bläuling (Scolitantides orion) ist ein Schmetterling (Tagfalter) aus der Familie der Bläulinge (Lycaenidae). Das Artepitheton leitet sich von Orion, einem Jäger aus der griechischen Mythologie ab.

## Beschreibung
Die Flügeloberseite ist bei beiden Geschlechtern schwarz/dunkelbraun mit einer mehr oder weniger starken blauen Bestäubung. Die Unterseite ist weiß mit großen schwarzen Flecken und einem orangenfarbenen Band auf dem Hinterflügel. Der Flügelsaum ist schwarz/weiß abgesetzt.

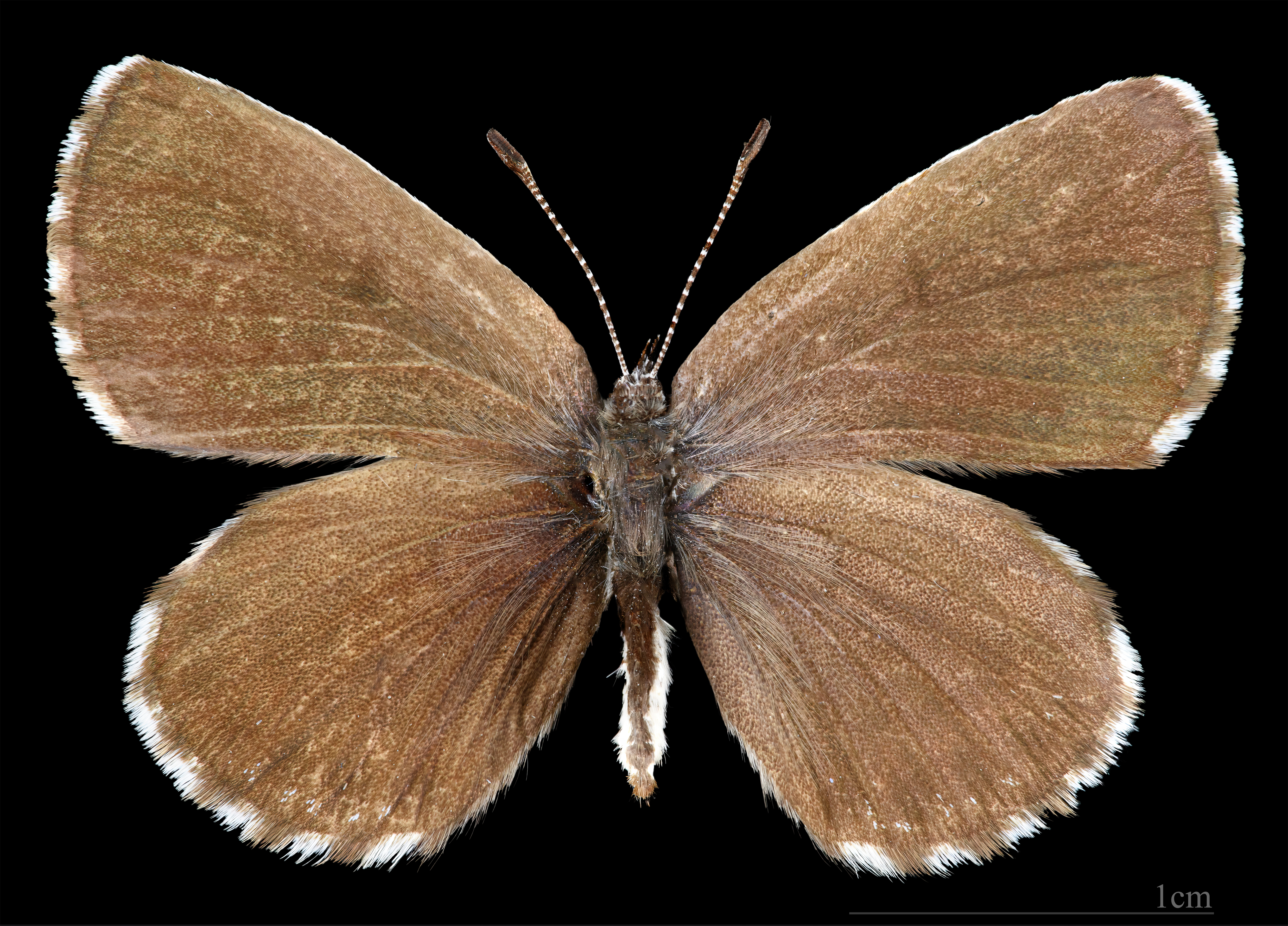
Scolitantides o. orion  ♀
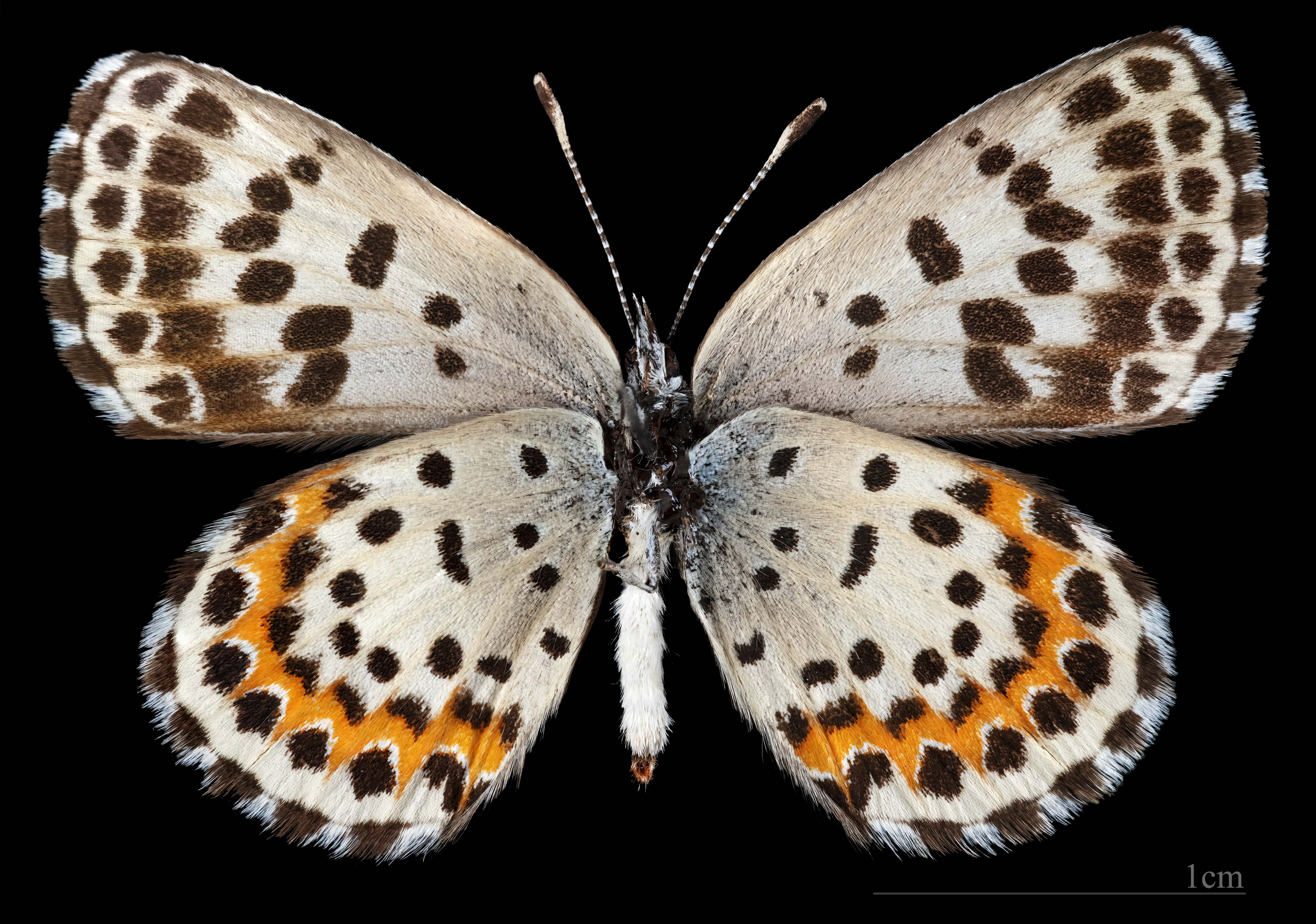
Scolitantides o. orion  ♀ △

## Flugzeit
Die Falter fliegen je nach Region in ein, partiell zwei und drei Generationen von Mitte April bis Ende August. In Rheinland-Pfalz sind sie einbrütig, in Sachsen kommen bis zu drei Generationen pro Jahr vor.

## Lebensraum
Das Primärhabitat sind steile besonnte Felshänge an Flüssen. In Rheinland-Pfalz sind aktuell vor allem aufgelassene Weinberge mit angrenzenden Felshängen oder Trockenmauern an Mittelrhein und Mosel die letzten Lebensräume des Fetthennen-Bläulings.

## Lebensweise
Die Eiablage erfolgt in der Regel an Pflanzen der Gattung Hylotelephium, vor allem an der Großen Fetthenne (Hylotelephium telephium). Darüber hinaus werden auch Pflanzen der Gattung Sedum belegt. Die Raupen sind schlecht auffindbar, da sie sehr versteckt leben. Ab der zweiten Häutung (L3) besitzt die Raupe zwei Tentakel und eine Honigdrüse auf dem hinteren Teil des Rückens. Ab diesem Zeitpunkt, manchmal auch schon vorher, leben sie in Symbiose mit verschiedenen Ameisen. Die Ameisen ernähren sich von dem Sekret der Honigdrüse, im Gegenzug werden die Raupen dafür von den Ameisen vor kleineren Feinden beschützt. Die Verpuppung erfolgt in Gesteinsritzen oder unter Steinen oder Felsen.
Die Falter saugen an einer Vielzahl von Nektarpflanzen, wobei eine Vorliebe zu weißen Blüten zu beobachten ist. Die Überwinterung erfolgt als Puppe.

## Verbreitung
Der Fetthennen-Bläuling ist lückenhaft von Europa über die Türkei, Mittelasien bis Japan verbreitet. In Österreich ist die Art, die als empfindlicher Bioindikator gilt, an vielen Orten verschwunden. In Deutschland kommt die Art in Thüringen, Sachsen, Bayern und in Rheinland-Pfalz vor.

## Gefährdung und Schutz
- Rote Liste BRD: 1 (vom Aussterben bedroht).[5]